# Autonomismo regional
El autonomismo regional es una doctrina política cuyo objetivo es mantener u obtener la autonomía política de una nación o región. No es necesariamente contrario al federalismo. Por su parte, aunque el soberanismo implique por definición el autonomismo, el autonomismo no implica necesariamente el soberanismo.

## El autonomismo en el mundo

### Canadá
Basado en los movimientos nacionalistas del siglo XIX el autonomismo en Canadá es una evolución del nacionalismo y soberanismo reflejando la realidad político-económica de Quebec.
Tanto el autonomismo como el soberanismo forman parte de la ideología de los partidos político en Quebec. Tradicionalmente el Parti Québécois tenía como ideología el Soberanismo. Después del referéndum popular en 1980 el partido cambio hacia una política autonomista cuyo objetivo pasó de ser independentista a ser soberanista-asociativa, es decir obtener una soberanía máxima para Quebec en el marco de una asociación entre Canadá y Quebec.

### Argelia
Un movimiento para la autonomía de la región de Cabilia nació en 2001 como consecuencia de las manifestaciones y represión entre abril de 2001 y 2002 conocida como primavera negra. El autonomismo de Cabilia forma parte del programa del Mouvement pour l'autonomie de la Kabylie.

### España
El autonomismo es un elemento central de la política española desde la transición democrática.
El autonomismo existió como movimiento político primeramente para reivindicar la conversión a Comunidad autónoma de una o más provincias. El 1 de marzo de 1983, todas las regiones y provincias de España se conformaban ya en alguna comunidad autónoma y en 1995 Ceuta y Melilla se convirtieron en ciudades autónomas.
A partir de este momento, el autonomismo se utiliza de manera general para reivindicar el mantenimiento de esta forma de gobierno en contraposición al centralismo o a un mayor federalismo. A su vez, de manera minoritaria, el término puede ser usado para designar un movimiento político que aspira a convertir alguna provincia en autonomía, separándose así de su autonomía actual (por ejemplo, UPL).
Existen sin embargo movimientos nacionalistas e independentistas en varias regiones, que exigen mayores niveles de autonomía que los concedidos en la actualidad. Estos movimientos se encuentran en las nacionalidades históricas de Cataluña, País Vasco, Galicia, Valencia y Aragón.

### Francia
El autonomismo regional en Francia se conoce como descentralización, y no surge de aspiraciones nacionalistas ni independentistas sino de la aplicación del Principio de subsidiariedad. Los movimientos nacionalistas en Corcega, Bretaña, Provenza (Occitania), y autonomistas/regionalistas en Alsacia y Flandes no han conseguido cambiar la configuración del Estado francés. Existe sin embargo el reconocimiento lingüístico con la posibilidad de cursar gran parte de los estudios en Occitano, Bretón, Alsaciano, Flamenco o Catalán. También existe cierto reconocimiento a nivel de las administraciones locales.  En las elecciones regionales de 2010 no había ningún candidato autonomista o nacionalista. En el país vasco francés sin embargo el movimiento nacionalista tiene más apoyo y obtuvieron 6.5% del voto.
En el ultramar Polinesia Francesa y Nueva Caledonia tiene poder legislativo, monetario. Se celebró un referéndum sobre la independencia de Nueva Caledonia en 2018. Las Antillas francesas, Guyana Francesa, Reunión tienen el mismo nivel de autonomía que las regiones metropolitanas.

### Italia
Después la Segunda Guerra Mundial, varias comunidades lingüísticas obtuvieron estatutos especiales autonómicos para proteger sus derechos. Las comunidades que lo consiguieron son:
- Tirol (Trentino-Alto Adigio)
- Valle de Aosta
- Sicilia
- Cerdeña

Más tarde, en 1963, se sumó Friuli-Venecia Julia